# Selecció de futbol de Croàcia
La Selecció de futbol de Croàcia és l'equip representatiu del país en les competicions oficials. La seva organització està a càrrec de la Federació Croata de Futbol, pertanyent a la UEFA.
La selecció de Croàcia va néixer el 1990 després del desmembrament de Iugoslàvia. Abans d'aquest esdeveniment, els jugadors croats jugaven amb la selecció de futbol de Iugoslàvia.
Durant un curt període, durant la Segona Guerra Mundial i la invasió de les potències de l'eix al Regne de Iugoslàvia, va existir un estat independent croat que va jugar un total de tres partits entre 1940 i 1942, i que és considerat com el primer seleccionat de Croàcia.
En la Copa del Món de Futbol 1998, un relativament desconegut equip croata va arribar fins al tercer lloc de la competició, derrotant els Països Baixos, havent derrotat prèviament al campió d'Europa en aquell moment, Alemanya, quedant Davor Šuker com a màxim golejador del campionat amb 6 gols.

## Participacions en la Copa del Món
- Fins a 1994 - No hi participà perquè l'estat formava part de Iugoslàvia i, per tant, el representava la selecció de Iugoslàvia
- França 1998 - Semifinals - 3r lloc
- Corea i Japó 2002 - Primera fase - 23è lloc
- Alemanya 2006 - Primera fase - 22è lloc
- Brasil 2014 - Primera fase
- Rússia 2018 - Subcampió
- Qatar 2022 - Semifinals - 3r lloc

## Participacions en l'Eurocopa
- Fins a 1992 - No hi participà perquè l'estat formava part de Iugoslàvia i, per tant, el representava la selecció de Iugoslàvia
- 1996 - Quarts de final
- 2000 - No es classificà
- 2004 - Primera fase - 13é lloc
- 2008 - Quarts de final
- 2012 - Primera fase
- 2016 - Vuitens de final
- 2020 - Vuitens de final
- 2024 - Primera fase

## Estadístiques
- Participacions en Copes del Món = 3
- Primera Copa del Món = 1998
- Millor resultat en la Copa del Món = Tercer lloc (1998)
- Participacions en Eurocopes = 2
- Primera Eurocopa = 1996
- Millor resultat en l'Eurocopa = Quarts de final (1996)
- Participacions olímpiques = 0
- Primers Jocs Olímpics = Sense participació
- Millor resultat olímpic = Sense participació
- Primer partit de l'Estat de Croàcia entre 1939 i 1941

| Croàcia | 4–0 | Suïssa |
| ------- | --- | ------ |
|         |     |        |

 Zagreb (Iugoslàvia)        
- Primer partit de l'actual República de Croàcia

| Croàcia | 2–1 | Estats Units |
| ------- | --- | ------------ |
|         |     |              |

 Zagreb (Croàcia)        

## Jugadors històrics
- Zvonimir Boban
- Alen Bokšić
- Robert Jarni
- Dražen Ladić
- Robert Prosinečki
- Zvonimir Soldo
- Mario Stanić
- Igor Štimac
- Davor Šuker
- Dado Prso
- Dario Šimić
- Nico Kovac
- Alen Halilović